# Дюфур, Сергей Львович
Сергей Львович Дюфур (1907—1993) — советский учёный в области систем коммутации, доктор технических наук (1972), профессор.
Родился 28.07.1907 в Петергофе в семье предпринимателя — выходца из Франции. Брат Дюфура Александра Львовича — инженера, директора машиностроительного завода имени Ворошилова.
Окончил Единую Советскую Трудовую школу имени В. И. Ленина (1924), Ленинградский электротехникум (1928) и Центральный институт заочного обучения НКПС по специальности «проводная связь» (1932).
С 1928 по 1950 год работал на Октябрьской железной дороге и других ж/д в должностях от электромеханика до старшего инженера дистанции. С 1933 г. (с перерывами) по совместительству преподавал в ЛИИЖТ.
Арестован 09.06.1938 (в тот период — инженер-техник по связи железнодорожного транспорта на Горьковском автозаводе). Обвинён по ст. 58-6, 58-7, 58-9, 58-11 УК РСФСР. С 1939 отбывал срок на Новой Жидербе (Краслаг), работал механиком. Дело прекращено 20.02.1939 ДТО НКВД КЖД по реабилитирующим обстоятельствам.
С 1950 года в ЛЭТИИЖТ (Ленинградский электротехнический институт инженеров железнодорожного транспорта, в 1954 году объединен с ЛИИЖТ, образовав электротехнический факультет): старший преподаватель, доцент, профессор кафедры электрической связи. Ушёл на пенсию в 1991 году.
Диссертации (защищены соответственно в 1952 и 1972 годах):
- Методика расчета использования линий постанционной связи : диссертация … кандидата технических наук : 05.00.00. — Ленинград, 1951. — 152 с. : табл., граф.
- Структура и методика расчета числа каналов сети дальней автоматической телефонной связи железнодорожного транспорта : диссертация … доктора технических наук : 05.00.00. — Ленинград, 1970. — 358 с. : ил. + Прил. (59 с.).

Участвовал в разработке методики расчета количества каналов и проектирования координатных и квазиэлектронных АТС, системы дальней автоматической телефонной связи. Автор 84 печатных работ, среди которых учебник по телефонии, 8 монографий, 4 учебных пособия.
Награждён медалью «За оборону Ленинграда» и знаком «Почётный железнодорожник».
Сочинения:
- Телефонная связь на железнодорожном транспорте [] : учебник для вузов ж.-д. транспорта / В. М. Волков, С. Л. Дюфур, А. К. Лебединский. — Москва : Транспорт, 1984. — 435 с. — Предм. указ.: с. 450—451.
- Автоматические телефонные станции квазиэлектронной системы : [Учеб.-метод. пособие для электротехн. фак. по дисциплине «Телефон. связь на ж.-д. трансп.»] / С. Л. Дюфур, М. С. Костенок. — Гомель : БелИИЖТ, 1981. — 50 с. : ил.; 20 см.
- Координатные АТС железнодорожного транспорта / С. Л. Дюфур, М. Ф. Лутов, Д. Д. Скребов. — 2-е изд., перераб. и доп. — Москва : Транспорт, 1980. — 239 с. : ил., 1 отд. л. схем.; 20 см.
- Описания и указания по эксплоатации аппаратуры высокочастотного телефонирования типа МЕ-8 [Текст] / С. Л. Дюфур, К. А. Кривицкий, И. П. Падерно ; МПС СССР. Сев.-Зап. округ железных дорог. — Ленинград : Науч. инж.-техн. о-во Октябр. ж. д., 1949 (9-я тип. Воениздата). — 135 с., 1 л. схем. : черт., схем.; 22 см.
- Инженерно-технический справочник по аппаратуре дальней связи [Текст] / С. Л. Дюфур, К. А. Кривицкий, И. П. Падерно ; МПС СССР. Науч. инж.-техн. о-во Октябрьской ж. д. — Ленинград : [б. и.], 1949 (9-я тип. Воен. изд-ва). — 124 с., 8 л. схем. : черт., схем.; 22 см.
- Руководство по курсовому проектированию автоматических телефонных станций декадно-шаговой системы для студентов старших курсов специальности «Автоматика, телемеханика и связь» [Текст] / В. М. Волков, С. Л. Дюфур ; М-во путей сообщения. Всесоюз. заоч. ин-т инженеров ж.-д. транспорта. — Москва : [б. и.], 1961. — 90 с. : ил.; 20 см.

Сын — Михаил Сергеевич Дюфур, доцент кафедры динамической и исторической геологии СПбГУ.